# Филип Григоров
Филип Григоров е български революционер, деец на Вътрешната македоно-одринска революционна организация.

## Биография
Филип Григоров е роден в град Пирдоп, тогава в Османската империя. В 1895 година участва в Четническата акция на Македонския комитет и в изгарянето на Доспат.
В София се включва в унтерофицерското училище в Лозенец, където заедно с Никола Русински през 1896 – 1897 година организират таен революционен кръжок от 15 души. Кръжокът е разкрит от капитан Генчев и поручик Чолаков, но те нарочно забавят разследването, за да може през март 1897 година Филип Григоров, Никола Русински и Александър Маринов от Пловдив да се прехвърлят в Малешевско. През април се завръщат за малко в България, след което влизат в първата малешевска чета заедно с Михаил Апостолов, Васил Чочев и Петър Георгиев от село Рила. През юли месец четата се слива с едно отделение, ръководено от Гоце Делчев и извършва акции за събиране на парични средства за целите на организацията.
Умира след 1932 година.